# Windows Live Alerts
Windows Live Alerts（ウィンドウズ ライブ アラーツ）とは、メールやWindows Live Messengerを通じてあらゆる情報を、提供するWindows Liveサービスの1つである。2010年9月30日をもってサービスを終了した。
- Windows Live Alerts 自体は無料だが、コンテンツにより有料のサービスもある。

## 機能
Windows Live Alerts には、次のような機能がある。
- マイ アラート

プロバイダからのアラートを表示し、その配信先を設定できる。
- アラートの追加

おすすめのコンテンツプロバイダが表示され、そのアラートを追加できる。
- 最近受信したアラート

最近受信したアラートが日付順またはプロバイダ順に表示される。
しばらくの間、最近受信したアラートを参照しなかった場合は、期限切れとなり再度参照するまでは、この機能は有効にならない。
- 配信先

Windows Live Messengerまたは、電子メールへの配信がされない設定の場合、その設定を変更することができる。
- タイム ゾーン

アラートに適用するタイムゾーンを設定できる。
- アラートを受信しない時間帯

アラートを受信したくない時間帯を5つまで作成できる。

## アラート
現在配信されている日本語のアラートは以下の7種類である。
- イサイズ
- MSN Japan
- MSN産経ニュースアラート
- MSN Auction
- MSN Calendar
- JTB
- GyaO
- ニコニコ動画

## 他のWindows Live との連携
- Windows Live Messengerが、アラートを受信するとポップアップして、ユーザに知らせる。
- Windows Live Spacesの更新情報も Windows Live Alertsで受信することができる。

このサービスは、Windows Live Alerts Syndication Editionとも言われる。